# 이의현 (조선)
이의현(李宜顯, 1669년 ~ 1745년)은 조선 후기의 문신이다. 본관은 용인. 자는 덕재(德哉), 호는 도곡(陶谷), 시호는 문간(文簡)이다.

## 생애
좌의정 이세백의 아들이며, 노론 대신 중의 핵심 인물이다. 숙종 때 문과에 급제하였으며, 이후 검열, 설서, 정언, 사서, 지평, 부수찬, 교리 등 청요직과 대간, 옥당을 거쳐 이조좌랑을 지낸 뒤 겸사서, 부교리, 헌납, 부수찬, 겸문학, 교리 등 청요직, 대간, 옥당을 계속하다가 이후 이조정랑을 거쳐 계속해 부교리, 헌납, 부응교, 응교를 거쳐 이후 승지가 되고, 이조참의와 경상도관찰사를 하다가 숙종의 신임과 김창집, 이이명, 이건명, 조태채의 신임으로 대사간이 된다.
이후 다시 승지가 되고, 노론 대신들의 측근으로써 맹활약하며, 소론을 맹공격했다. 이후에는 대사간과 이조참의를 거치며, 소론 대신들을 탄핵한다. 이후 부제학, 대사성, 황해도관찰사, 이조참의를 거쳐 개성유수가 되고 다시 이조참의를 거쳐 마침내 도승지가 된다. 이후 대사성을 거쳐 숙종의 총애와 신임을 한 몸에 받아 예조참판, 대사헌, 부제학을 거쳐 경기도관찰사가 되고, 민정을 다스린 뒤 이후 대사간과 예조참판을 거쳐 동지정사에 이어, 경종이 즉위하자 한성부판윤, 형조판서, 우참찬, 예조판서, 이조판서, 예문관제학을 하지만 신임사화로 김창집, 이이명, 이건명, 조태채 등과 삭출된다. 그리고 유배되었다.
그러나 영조 때 풀려나와 지춘추관사에 이어 다시 선공감제조, 동지경연사에 이어 형조판서 겸 예문관제학, 그리고 이조판서와 동지사, 그리고 지사와 수어사, 예문관제학, 동지사를 거쳐 다시 이조판서, 우빈객, 대제학을 하다 판의금부사, 예조판서, 홍문관제학을 거쳐 예조판서와 대제학을 한 뒤, 빈객에 이어 수어사, 상시관, 대제학을 거쳐 우의정이 되고, 판부사로 전직되었다가 이후 영의정이 되었는데, 이후 물러나서 판중추부사, 영중추부사로 있다가 봉조하로 물러난다.
1728년(영조 5) 이인좌의 난 진압 직후 분무원종공신 1등(奮武原從功臣一等)에 책록되었다.